# Baszta więzienna w Grodkowie
Baszta więzienna w Grodkowie – brama miejska w północnej części Grodkowa, przy ul. Wrocławskiej. Zbudowana w XIV wieku obok już nieistniejącej Bramy Wrocławskiej. Rozbudowana w XVI i odnowiona w XIX wieku. Wzniesiona z cegły o układzie polskim, otynkowana. Przy koronie znajdują się w większości zamurowane okienka strzelnicze.